# Vivian Martin
Vivian Martin (22 de julho de 1893 – 16 de março de 1987) foi uma atriz norte-americana de teatro e cinema mudo. Ela nasceu em Sparta, Michigan e começou sua carreira como atriz mirim no palco com o comediante Lew Fields. Suas primeiras aparições teatrais incluem Stop Thief, Officer 666, The Only Son e com Richard Mansfield em Cyrano de Bergerac. Vários dos filmes e raros de Martin estão conservados na Biblioteca do Congresso, em Nova Iorque.
Ela faleceu a 1987, na cidade de Nova Iorque, Estados Unidos.

## Filmografia selecionada
- The Wishing Ring (1914)
- Old Dutch (1915)
- The Arrival of Perpetua (1915)
- The Stronger Love (1916)
- Her Father's Son (1916)
- The Right Direction (1916)
- The Wax Model (1917
- The Spirit of Romance (1917)
- The Girl at Home (1917)
- Husbands and Wives (1920)
- The Song of the Soul (1920)
- Mother Eternal (1921)
- Pardon My French (1921)
- Soiled (1925)
- Folies Bergere de Paris (1935) (não creditada)